# Albertus Parisiensis
Albertus Parisiensis fue un cantor francés nacido antes de 1146 y fallecido en 1177. Probablemente originario de Estampes, en el distrito de Mirande fue cantor en Notre Dame de París hasta su muerte. Dejó un número de libros litúrgicos de catedral. Solo se conserva un fragmento de la conductus Congaudeant Catholici a tres voces que forma parte del Benedicamus del Codex Calixtinus.

## Grabaciones
- The Age of Cathedrals con Paul Hillier y Theatre of Voices, Harmonia Mundi, HMU 907157.